# Matsudono Yoshitsugu

Matsudono Yoshitsugu (松殿良嗣, [[[1224]] - 1291] Erro: {{japonês}}: texto da transliteração contém caractere não latino (pos 19) (ajuda)), também conhecido como  Fujiwara no Yoshitsugu , Matsudo Yoshitsugu ou Matsuo Yoshitsugu. Foi um nobre período Kamakura da História do Japão .

## Vida
Yoshitsugu foi o primeiro filho de Matsudono Tadafusa
Em 1232 entrou na corte como Chamberlain durante o reinado do Imperador Shijo. Em 1237  foi designado para o Konoefu (Quartel da Guarda do Palácio). Em 1240 serviu como oficial nas províncias de Inaba,  Tosa e Mino. Em 1259 se torna Sangi. Mas inesperadamente em 1263 se torna monge budista passando a se chamar Madokashin
| Precedido por Matsudono Tadafusa | -- 4º Líder dos Matsuo Fujiwara | Sucedido por Matsudono Fuyufusa |